# FS ALn 773
 (janvier 2022).
Le FS ALn 773 est un autorail à moteur Diesel, un modèle en service principalement dans les Ferrovie dello Stato Italiane (FS), les chemins de fer italiens. Conçu au début des années 1950 par la division matériels des FS pour assurer des liaisons rapides interrégionales avec peu d'arrêts sur les lignes non encore électrifiées, il a été construit en deux séries entre  1956 et 1962. Il est resté en service dans les FS jusqu'en 1993. Certains exemplaires en sont conservés pour l'Histoire. 
Quelques unités, reconditionnées, sont encore en service en Campanie dans l'entreprise de transports Autonome Volturno sur la ligne Alifana Alta, Santa Maria Capua Vetere - Piedimonte Matese.

## Rappel de la codification des matériels FS
L'immatriculation des matériels roulants italiens selon la norme des FS,  ALn.773 signifie : 
- A = Automotrice autorail
- L = Leggera léger
- n = n'afta diesel

La partie numérique est composée de 2 groupes distincts : 
- le premier groupe indique le type de matériel :
  - les deux chiffres de fin indiquent le nombre de places assises : dans le cas de l'ALn 773 : 73 places,
  - le premier, lorsqu'il existe, est la répétition du premier chiffre du nombre de places ce qui indique que l'autorail est couplable en unités multiples comme dans le cas de l'ALn 773, le chiffre 7 est répété : 7+73.
- le second groupe :
  - le premier chiffre indique le constructeur. Dans le cas de l'ALn 773.3501, le premier chiffre de "3501" indique que ce matériel a été fabriqué par OM Milan (le chiffre "1" pour FIAT; "2" pour Breda, le " 4" pour Ansaldo, le "5" pour Piaggio etc.)
  - les autres chiffres indiquent le numéro chronologique de l'immatriculation au sein du groupe auquel appartient le matériel.

## Histoire
Les autorails ALn 773 ont été voulus par la compagnie nationale ferroviaire italienne FS pour remplacer les anciens modèles ALn 772 d'avant-guerre et en profiter pour offrir de meilleures conditions de transport dans des matériels modernes. L'implantation des moteurs avait déjà été adaptée, avec les ALn 772, pour permettre le couplage des unités et l’intercirculation des passagers entre les voitures, chose impossible avec la première génération de Fiat Littorina. La conception de cet autorail et le cahier des charges des FS imposait que ces unités puissent, dans un premier temps, être utilisées pour des liaisons rapides sur les grandes lignes non encore électrifiées du pays mais que, dans un deuxième temps, elles puissent assurer un service plus local avec des arrêts fréquents. Tout le groupe ALn 773 des FS a été radié en fin d'année 1993 à la suite de la loi italienne de préservation des populations contre la présence d'amiante. 3 unités ont été adaptées et sauvegardées, d'autres ont été cédées à des compagnies publiques régionales.

## Caractéristiques techniques
L'ALn 773 est un autorail qui bénéficie de toute l'expérience des ingénieurs des FS et du constructeur OM Milano, filiale du géant Fiat Ferroviaria, accumulée depuis la mise en service du premier autorail au monde, la fameuse Fiat Littorina mais aussi les trains rapides voulus par le régime fasciste de Benito Mussolini, les ATR.100, les FS ALn 56 et FS ALn 556.
Avec la forte croissance de la demande de transport voyageurs et touristiques d'après guerre, le service public assuré par les FS se devait de renouveler son parc et faire construire une nouvelle famille de convois plus rapides et plus confortables couplables en unités multiples.
Les études de ce nouveau matériel débutent en 1954 et c'est le constructeur italien de matériel ferroviaire Officine Meccaniche - OM de Milan qui est approché pour construire deux prototypes de motrices et une remorque, avant d'obtenir une commande globale de 70 motrices et 49 remorques si les tests sur les prototypes s'avèrent satisfaisants. La société OM avait déjà fabriqué toute la série ALn 772 qui avait donné entière satisfaction pour sa grande robustesse et fiabilité. 
La première motrice prototype de la série est livrée par les usines OM de Milan en décembre 1956. Dès la prise en mains pour les premiers essais, les opérateurs FS demandent quelques modifications mineures : 
- l'ajout d'un 3e feu sur chaque extrémité,
- l'augmentation de la dimension des parties vitrées de la cabine de conduite et des portes d'intercommunication,
- l'amélioration de l'accessibilité pour les voyageurs, avec des marches plus profondes d'où une position des portes d'accès plus en retrait dans la caisse.

Le second prototype et la première remorque, intégrant ces modifications mineures sont livrés en juin 1957. Après des tests sévères effectués par les services FS de réception des matériels, basés au dépôt de Sienne, sur les lignes vers Florence et Chiusi, les FS confirment la commande de 68 unités de motrices ALn 773 et de 48 remorques Ln.664 complémentaires.
La livraison des 48 remorques semi-pilotes s'est échelonnée entre juin 1957 et novembre 1958 et celle des 68 motrices entre 1957 et 1962. La mise en service des premières unités a été effective à partir de l'horaire d'hiver 1957.
En 1962, après la livraison des dernières unités aux FS, OM fabriqua pour la compagnie Ferrovie Padane, 3 motrices ALn 773 et 3 remorques AL 664 et pour Autonome Volturno, 5 motrices ALn 773 en version 80 places et 4 remorques AL 664 pour la ligne Alifana Alta.
Les caisses sont autoporteuses électro-soudées et parfaitement insonorisées avec des composés d'amiante, fibre recommandée, à l'époque, pour ses caractéristiques « exceptionnelles ». La livrée d'origine diffère notablement de la norme traditionnelle châtain-isabelle des FS et inaugure un bas de caisse gris clair, un corps crème avec un large bandeau au niveau des fenêtres rouge brique et une terminaison en V sur chaque extrémité. Cette livrée a été remplacée de janvier 1961 à août 1965 par la livrée avec le bas de caisse et le bandeau des fenêtres vert magnolia et le reste gris brouillard avec le bas de caisse des extrémités rouge vermillon. À partir d'avril 1969, tous les autorails des FS arborent la même livrée universelle, le bas de caisse et le bandeau des fenêtres gris bleu, le reste beige parchemin avec un liseré rouge entre les deux et le toit banc crème. Deux unités préservées, employées pour les voyages touristiques, arborent la livrée traditionnelle des trains Trenonatura des FS.
Chaque module est équipé de deux moteurs de construction OM type BXD/UL - 6 cylindres à plat, à injection directe turbocompressée. Chaque moteur d'une cylindrée de 14 328 cm3, développe 210 cv à 1 500 tr/min, soit une puissance totale de 420 cv.
La grosse cylindrée engendre un important apport d'air pour garantir le rapport stœchiométrique : la solution consiste a placer les moteurs aux extrémités des caisses avec une grande grille de prise d'air. 
Les moteurs sont installés à plat sous la caisse sur des supports anti-vibratiles pour parfaitement isoler l'ensemble du bruit et des vibrations.

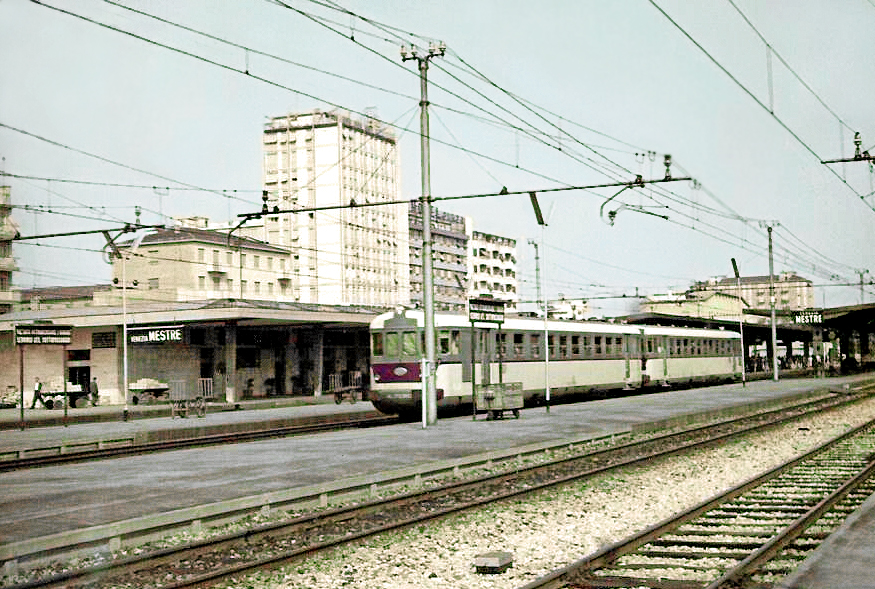
rame M+M "TR Gondoliere" FS ALn 773.3353 & 3546 "Rapide Venise-Munich", en gare de Mestre juillet 1965

## Affectation
Les 70 motrices et les 49 remorques des FS étaient réparties dans les dépôts principaux de la péninsule : 
- 16 Motrices + 3 Remorques à Turin,
- 17 M + 11 R à Vérone,
- 19 M + 18 R à Trévise,
- 8 M + 6 R à Cagliari,
- 10 M à Reggio de Calabre.

De 1959 à 1966, une rame composée de 2 motrices ALn 773, baptisée "Gondoliere" Gondolier a effectué au quotidien la liaison Venise-Munich A+R avec une cuisine et un service de restauration à la place.
Les principales lignes desservies par les rames ALn 773 + AL 664 ont été :
- Aoste-Alba-Alexandrie-Biella
- Turin-Bologne-Rimini
- Biella-Verceil-Alexandrie-Gênes-Sestri Levante
- Vérone-Viareggio-Pise
- Brescia-Pise
- Olbia-Cagliari
- Bari-Tarente-Reggio de Calabre
- Rome-Palerme

### L'évolution de l'ALn 773 en 873
Les OM ALn 773 ont connu un grand succès, mais il était encore possible de trouver des points à améliorer. C'est le constructeur OM qui proposa une adaptation majeure avec le projet d'équiper les motrices de moteurs plus puissants, notamment pour l'utilisation en service régional où les arrêts sont fréquents et la montée en vitesse rapide. OM proposa un moteur de 230 kW, soit une augmentation de presque 50 % mais sans turbocompresseur et avec une cylindrée de 28 860 cm3. Ce sera la série ALn 873, construite sur la même base avec une même caisse et un aménagement intérieur identique. 20 unités ALn 873.3501 à 3520 seront produites de 1963 à 1966 par OM.
La dénomination "873" va à l'encontre de la norme utilisée normalement par les FS qui veut que les deux derniers chiffres indiquent le nombre de places et que l'on rajoute le premier chiffre lorsque l'unité est équipée d'un poste de pilotage multiple. Dans le cas des ALn 873, la norme aurait dû imposer le même code "773" mais, et très exceptionnellement puisque les caisses étaient identiques et leur capacité n'avait pas changé, afin de distinguer facilement les deux séries, il fut adopté cette dénomination.
L'augmentation importante de la puissance a permis de concevoir de nouvelles remorques AL 779, capables d'offrir 79 places assises. Deux séries ont été produites, la première de 12 unités ALn 873.3501 à 3512, strictement identiques aux ALn 773, une seconde de 8 unités ALn 873.35013 à 3520 qui bénéficia de nouveaux bogies avec une suspension à ressorts hélicoïdaux, semblables aux bogies Fiat type 24.
Les séries ALn 773 et 873 ont été remplacées, sur les lignes régionales et locales par les multiples séries de Fiat ALn 668.

## L'ALn 773 dans d'autres sociétés ferroviaires
En Italie, il n'y a pas eu uniquement la compagnie ferroviaire nationale, les FS, qui ont compté des autorails ALn 773 dans leur parc mais également deux compagnies régionales.

### Ferrovie Padane
Ferrovie Padane est une compagnie publique régionale de Ferrare a acquis en 1962, trois motrices immatriculées FP ALn 773.1006 à 1008 et trois remorques FP Ln 664 pour assurer le service sur la ligne Ferrare-Codigoro, longue de 53 km, 9 A+R quotidiens, desservant 16 gares. 
Avec un peu de recul après la mise en service de ces nouveaux autorails sur la ligne au tracé parfaitement plat, les moteurs ont été modifiés pour fonctionner sans turbocompresseur dans le seul but de faciliter l'entretien et d'en abaisser le coût. Après deux revampings intérieurs, ces unités étaient encore opérationnelles en 2010. 
En 1993, deux autorails ALn 773.3516 & 3523 et la remorque AL 664.3549 ont été rachetés d'occasion aux FS après leur radiation par la compagnie nationale. Les FP ont aussi racheté des remorques Ln 779.

### Entreprise Autonome Volturno
La Entreprise Autonome Volturno, cinq unités immatriculées ALn 880.I.1 à 5 ont été achetées par cette compagnie ferroviaire publique napolitaine en 1963 pour assurer le service sur la ligne Alifana haute Naples-Piedimonte Matese. À l’époque, la société s'appelait "Compagnia delle Ferrovie del Mezzogiorno d’Italia (CFMI)".
L'immatriculation d'origine ALn 773 n'a pas été conservée car ces unités ont été aménagées sans le compartiment de 1re classe. Cette modification a fait passer la capacité de 73 places assises à 80, d'où la désignation "880". La CFMI commanda également quatre remorques : Ln 774.R.101 à 104, des Ln 664 mais avec 74 places assises.
En 1993, trois autorails ALn 773.3550, 3554 & 3565 ont été rachetés aux FS et deux ont été loués ALn 3542 & 3543, ré-immatriculés ALn 773.I.17 à 20. Une unité n'a jamais été mise en service, devant servir de réserve de pièces détachées. 
En 2017, la motrice ALn 773.012 était toujours en service. En avril 2013, elle a été utilisée pour fêter les 100 ans de la ligne Alifana en titant[Quoi ?] un train spécial. Cet autorail a été acheté d'occasion aux FS en 1991 et faisait partie des premières unités réceptionnées en 1957.

## Les remorques Ln 664 & Ln 779
La remorque Ln 664 était plus courte que la motrice ALn 773 et ne comportait qu'une seule cabine de conduite semi-pilote, ce qui obligeait un raccordement unilatéral à la motrice qui, elle, pouvait accrocher la remorque des 2 cotés. La remorque possédait toutefois une interconnexion avec soufflet à chaque extrémité ce qui permettait des combinaisons M+R, M+M et M+R+M jusqu'à M+R+M+R+M.
Les remorques AL 664 présentaient une caractéristique particulière, l'unique porte d'accès centrale, n'est pas au milieu de la caisse. Ce point a, semble-t-il, beaucoup fait parler du fait qu'il y a 5 fenêtres d'un côté de la porte et seulement 3 de l'autre. De plus, les bogies de la remorque étaient différents de ceux de la motrice, le bas de caisse était plus haut ce qui donnait l'impression d'avoir une remorque suspendue et incitait les voyageurs à chercher une place dans la motrice considérant que l'accès à la remorque était trop haut avec une marche supplémentaire, ce qui n'était qu'une illusion d'optique, les fenêtres étant parfaitement alignées et le plancher au même niveau du fait de l'interconnexion entre les modules.
Chaque remorque offrait 64 places assises uniquement en 2de classe avec un équipement intérieur identique à celui de la motrice.

### Caractéristiques techniques
- Longueur totale = 17.700 mm
- empattement entre bogies = 10.900 mm
- empattement des bogies = 2.700 mm
- diamètre des roues = 920 mm
- poids en ordre de marche = 23,00 tonnes
- cabine de conduite : 1 semi-pilote
- quantité produite : 49
- immatriculation : Ln.664.3501 à 3549
- constructeur : OM Milano

### Les remorques Ln 779
Les 10 remorques Ln 779 produites en 1965, comportent 79 places assises, 18 en 1re classe et 61 en 2de. La caisse reprend celle des motrices avec une longueur de 24 600 mm soit une augmentation conséquente de 6 900 mm. Le poids en ordre de marche est de 32,00 tonnes. Ces remorques comportent une porte à chaque extrémité de chaque côté avec un cabinet de toilette pour chaque classe. Comme les Ln 664, elle ne dispose que d'une seule cabine de conduite.

## Unités préservées
- les motrices FS ALn 773.3504 & 3505 ont été restaurées à Pistoia et ont reçu une livrée Trenonatura pour être utilisées pour les services touristiques,
- la remorque AL 664.3507 a bénéficié d'une révision de l'aménagement intérieur et d'une livrée adaptée pour être utilisée dans les circuits touristiques Trenonatura,
- Les motrices ALn 773.3504 & 3505, ont retrouvé leur livrée d'origine : blanc, bas de caisse gris clair et bandeau des fenêtres rouge (brique) ainsi que l'ALn 773.3515 dans la livrée gris clair (brouillard) et vert (magnolia), ont été restaurées et préservées,
- les deux motrices FS ALn 773.3538 & 3558 ont été restaurées à Vérone et à Sulmona et sont conservées dans des musées en parfait état de marche
- l'ex FP ALn 773.3516 a été restaurée par le "Gruppo Romano Amici della Ferrovia" Groupe romain amis des trains.

Le groupe ALn 773 n'a connu aucun incident sérieux, ni accident durant toutes ces années de service.